# Changzhou
För andra betydelser, se Changzhou (olika betydelser).
Changzhou, tidigare skrivet Changchow, är en stad på prefekturnivå i södra delen av provinsen Jiangsu i östra Kina. Den ligger omkring 93 kilometer sydost om provinshuvudstaden Nanjing. Changzhou gränsar till städerna Nanjing, Zhenjiang och Wuxi samt till provinsen Zhejiang.

## Historia
De första bosättningarna i området byggdes redan cirka 1000 f.Kr. Det tidigaste fyndet på platsen för dagens stad dateras till år 221 f.Kr. Staden fick sitt nuvarande namn år 589. När Kejsarkanalen byggdes år 609 blev Changzhou en viktig kanalhamn för lokalt odlade grödor, en roll staden har än idag. Under 1920-talet började en bomullsindustri växa fram i området, den växte ytterligare under 1930-talet när Japan ockuperade Shanghai och bomullsindustrin flyttades ut därifrån. Till skillnad från många andra kinesiska städer fortsatte Changzhou att växa och blomstra rasmässigt och ekonomiskt under Kulturrevolutionen. Idag är det ett viktigt industricentrum för textil, mat, ingenjörskonst och högteknologi.
I staden finns också vad som anses vara världens största pagod, 153,79 m hög.

## Administrativ indelning
Själva staden Changzhou är indelad i tre innerstadsdistrikt och två förortsdistrikt. Dessutom lyder två satellitstäder med status som härad under Changzhou.
| Karta                                                                              | Indelning       | Kinesiska | Pinyin      | Befolkning 2010 | Yta (km2) | Täthet  |
| 1 2 3 Xinbei Wujin Jintan (stad) Liyang (stad) 1. Zhonglou 2. Tianning 3. Qishuyan |                 |           |             |                 |           |         |
| ---------------------------------------------------------------------------------- | --------------- | --------- | ----------- | --------------- | --------- | ------- |
| 1 2 3 Xinbei Wujin Jintan (stad) Liyang (stad) 1. Zhonglou 2. Tianning 3. Qishuyan | Innerstaden     |           |             |                 |           |         |
| 1 2 3 Xinbei Wujin Jintan (stad) Liyang (stad) 1. Zhonglou 2. Tianning 3. Qishuyan | Zhonglou        | 钟楼区    | Zhōnglóu qū | 505 936         | 18        | 28 107  |
| 1 2 3 Xinbei Wujin Jintan (stad) Liyang (stad) 1. Zhonglou 2. Tianning 3. Qishuyan | Tianning        | 天宁区    | Tiānníng qū | 513 682         | 20        | 25 684  |
| 1 2 3 Xinbei Wujin Jintan (stad) Liyang (stad) 1. Zhonglou 2. Tianning 3. Qishuyan | Qishuyan        | 戚墅堰区  | Qīshùyàn qū | 105 124         | 35        | 3 003,5 |
| 1 2 3 Xinbei Wujin Jintan (stad) Liyang (stad) 1. Zhonglou 2. Tianning 3. Qishuyan | Förortsdistrikt |           |             |                 |           |         |
| 1 2 3 Xinbei Wujin Jintan (stad) Liyang (stad) 1. Zhonglou 2. Tianning 3. Qishuyan | Xinbei          | 新北区    | Xīnběi qū   | 596 807         | 120       | 4 973,4 |
| 1 2 3 Xinbei Wujin Jintan (stad) Liyang (stad) 1. Zhonglou 2. Tianning 3. Qishuyan | Wujin           | 武进区    | Wǔjìn qū    | 1 568 999       | 1 581     | 992,4   |
| 1 2 3 Xinbei Wujin Jintan (stad) Liyang (stad) 1. Zhonglou 2. Tianning 3. Qishuyan | Satellitstäder  |           |             |                 |           |         |
| 1 2 3 Xinbei Wujin Jintan (stad) Liyang (stad) 1. Zhonglou 2. Tianning 3. Qishuyan | Jintan          | 金坛市    | Jīntán shì  | 552 047         | 976       | 565,6   |
| 1 2 3 Xinbei Wujin Jintan (stad) Liyang (stad) 1. Zhonglou 2. Tianning 3. Qishuyan | Liyang          | 溧阳市    | Lìyáng shì  | 749 377         | 1 535     | 488.2   |
| 1 2 3 Xinbei Wujin Jintan (stad) Liyang (stad) 1. Zhonglou 2. Tianning 3. Qishuyan | Totalt          | Totalt    | Totalt      | 4 591 972       | 4 375     | 1 049,6 |

## Klimat
Genomsnittlig årsnederbörd är 1 525 millimeter. Den regnigaste månaden är juli, med i genomsnitt 289 mm nederbörd, och den torraste är januari, med 43 mm nederbörd.